# Hurriganes

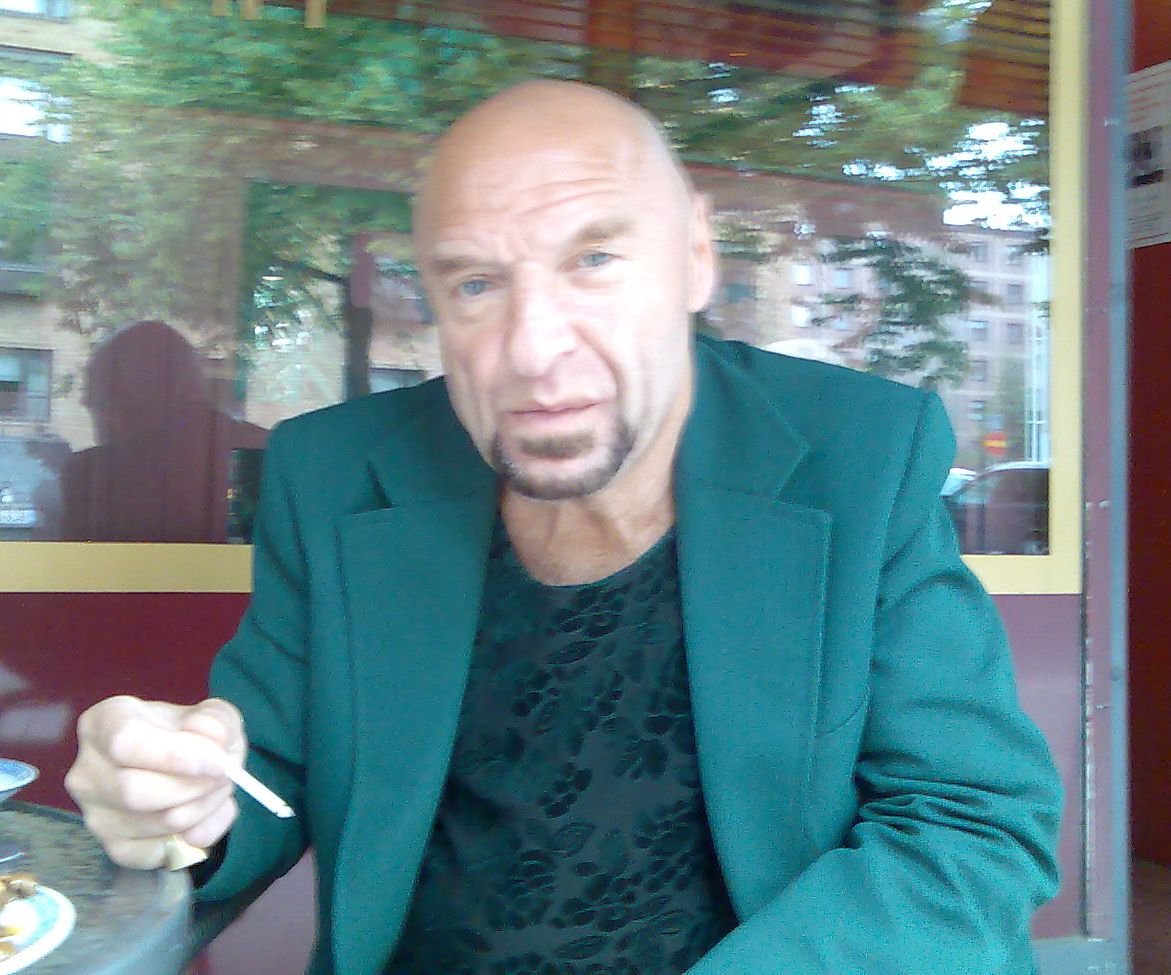
Remu Aaltonen 2007.

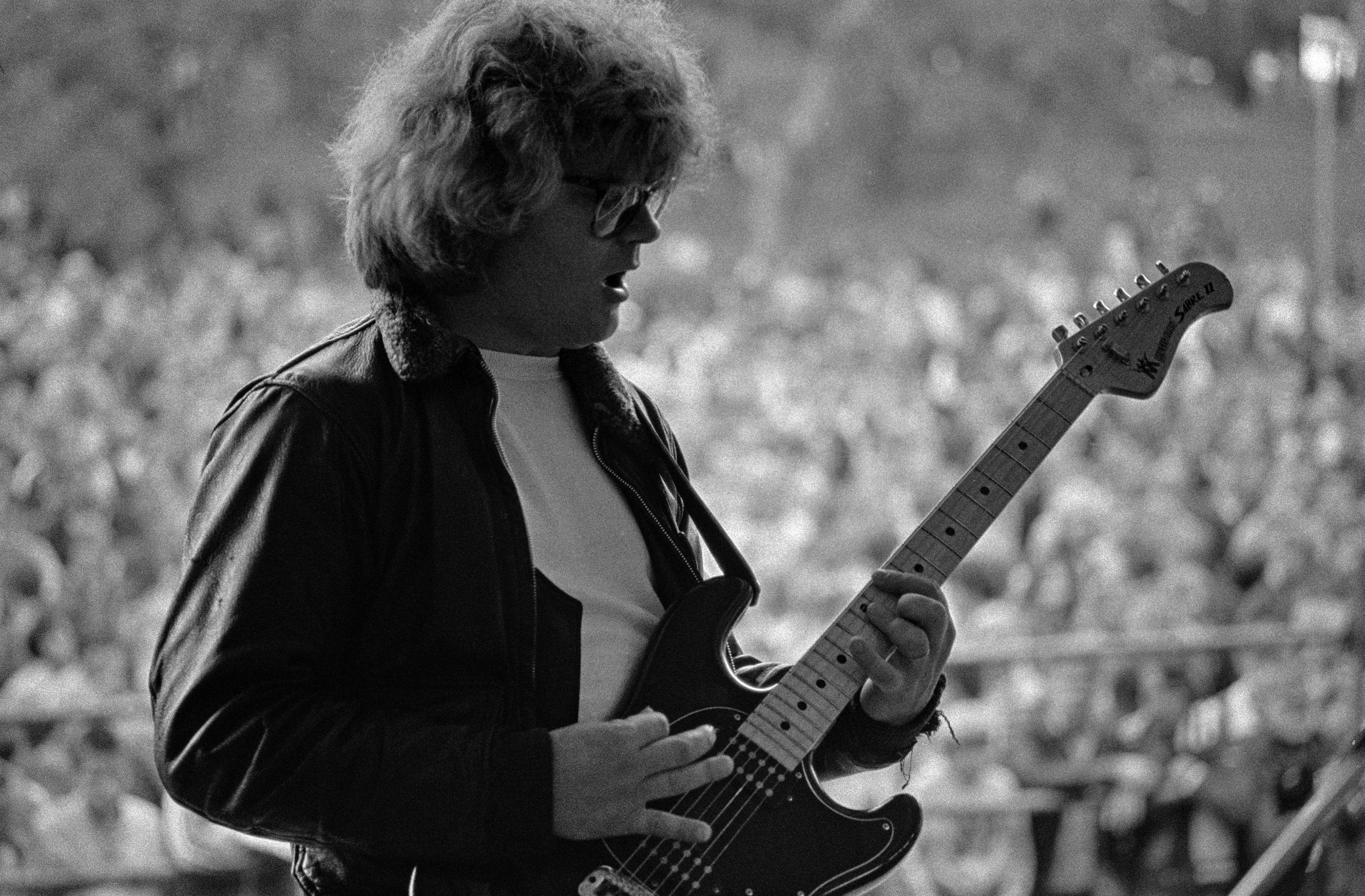
Albert Järvinen.

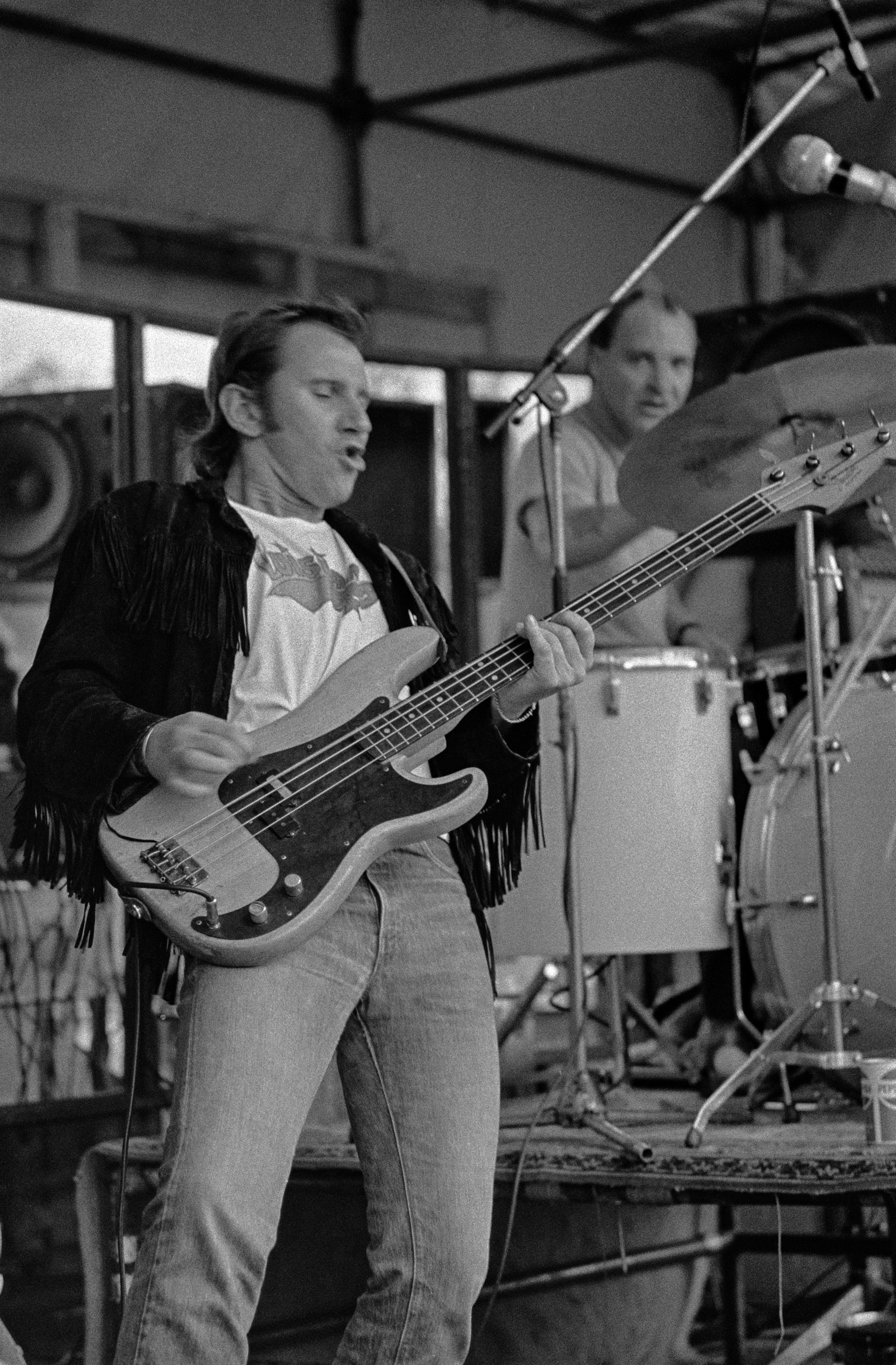
Cisse Häkkinen.

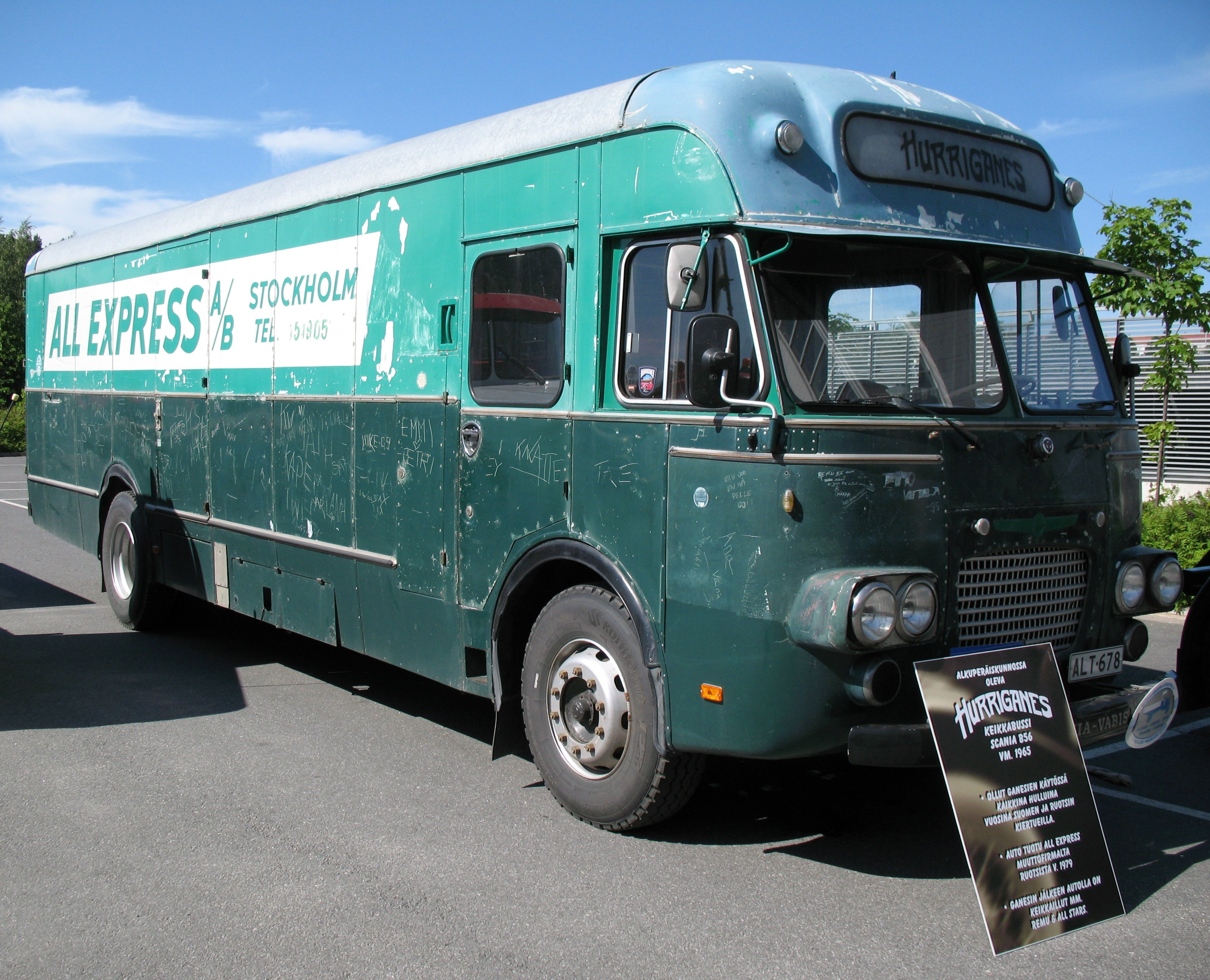
The Hurriganes tour bus, Scania Vabis B56.

Hurriganes byla finská rocková skupina. Aktivní byla v letech 1971–1984, a pak znovu v roce 1988. Od roku 1998 vystupuje bubeník a zpěvák Henry „Remu“ Aaltonen v různých sestavách pod jménem Remu & Hurriganes. Nejoblíbenější byli Hurriganes v letech 1974–1980
Původními členy byli bubeník a zpěvák Henry „Remu“ Aaltonen, basista a zpěvák Hugo Christer „Cisse“ Häkkinen a kytarista Ilkka „Ile“ Kallio. Kallia nahradil na jaře 1972 Pekka „Albert“ Järvinen. Od roku 1979 se ve skupině vystřídala řada dalších hudebníků. V původních sestavách, buď s Kalliem, nebo Järvinenem skupina hrála ještě v 80. letech.
Cisse Häkkinen zemřel v roce 1990 na cirhózu jater a Albert Järvinen o rok později na infarkt myokardu.
Roku 2007 natočil Jukka-Pekka Siili o skupině film Ganes.

## Studiová alba
- Rock and Roll All Night Long, 1973 (část živě)
- Roadrunner, 1974
- Crazy Days, 1975
- Hot Wheels, 1976
- Tsugu Way, 1977 (též pod názvem Use No Hooks)
- Hanger, 1978 (též pod názvem Stranded in the Jungle)
- Jailbird, 1979
- 10/80, 1980
- Fortissimo, 1981
- Rockin' Hurriganes, 1982
- Seven Days, Seven Nights, 1983
- Hurrygames, 1984
- 30th Anniversary, 2001
- Electric Play, 2016